# 30 mars 1978
Le jeudi 30 mars 1978 est le 89e jour de l'année 1978.

## Naissances
- Édouard Cissé, footballeur français
- Anna Barnak-Marić, volleyeuse serbe
- Bok van Blerk, chanteur et acteur sud-africain
- Brendan Barker, joueur international anglais de rink hockey
- Bryn Cunningham, joueur de rugby irlandais
- Chris Paterson, joueur de rugby britannique
- Christoph Spycher, footballeur suisse
- James Renner, journaliste américain
- Josh Bard, joueur américain de baseball
- Lucas Ferraro, acteur argentin
- Mauricio Rojas, joueur de football chilien
- Paweł Czapiewski, athlète polonais spécialiste du 800 mètres
- Renaud Doué, volleyeur français
- Roberto Monzón, lutteur cubain
- Simon Webbe, chanteur anglais
- Yang Pu, joueur de football chinois
- Peleng (morte le 1er mai 2002), étalon arabe de course

## Décès
- Aileen Dent (née en 1890), artiste australienne
- Frank Bunetta (né le 16 novembre 1916), réalisateur et producteur américain
- Larry Young (né le 7 octobre 1940), musicien américain
- Marthe Kiehl (née le 25 janvier 1902), peintre française
- Max Kaganovitch (né le 7 novembre 1891), Sculpteur, collectionneur

## Événements
- Élections générales aux îles Cook en 1978
- Sortie du film français La Zizanie